# Alfred Schmidtberger
Alfred Schmidtberger (21 de enero de 1930-18 de junio de 2020) fue un deportista austríaco que compitió en piragüismo en la modalidad de aguas tranquilas. Ganó dos medallas de bronce en el Campeonato Mundial de Piragüismo en los años 1950 y 1954.

## Palmarés internacional
| Campeonato Mundial | Campeonato Mundial     | Campeonato Mundial | Campeonato Mundial |
| Año                | Lugar                  | Medalla            | Competición        |
| ------------------ | ---------------------- | ------------------ | ------------------ |
| 1950               | Copenhague (Dinamarca) | Medalla de bronce  | K4 10 000 m        |
| 1954               | Mâcon (Francia)        | Medalla de bronce  | K1 4 x 500 m       |